# Бондаренко Борис Іванович (архітектор)
Борис Іванович Бондаре́нко (нар. 29 березня 1911, Харків — пом. ?) — український архітектор.
Народився 29 березня 1911 в Харкові.
У 1934 закінчив Харківський інженерно-будівельний інститут.
З 1944 очолював різні проєктні організації.

## Споруди і проєкти
- головний корпус Бердянської ЦЕС (1935);
- реконструкція Полтавської ТЕС (1938);
- ТЕЦ у Феодосії (1940—1941);
- селища тресту «Артемвугілля» (1956; 12 селищ);
- проєкти житлових будинків здійснені в Україні (1958; у співавторстві з В. Павленком і П. Лежнєвим).